# 胡璽
胡璽（1466年—？年），字伯章，直隸邢臺縣人，錦衣衛官籍，治《禮記》，明朝政治人物。

## 生平
順天府鄉試第一百十二名舉人。弘治九年（1496年）中式丙辰科二甲第五十七名進士。

## 家族
曾祖胡貴；祖父胡信，指揮僉事；父胡玉]]，七品散官。母趙氏。